# Antonio Pacinotti
Antonio Pacinotti, italijanski fizik, * 17. junij 1841, Pisa, Italija, † 24. marec 1912, Pisa.
Pacinotti je bil profesor v Cagliariju in v Pisi. Najbolj je znan kot izumitelj krožne kotve in kolektorja za dinamostroje.